# Mojžíř
Mojžíř (německy Mosern) je část statutárního a krajského města Ústí nad Labem v České republice, spadající pod městský obvod Ústí nad Labem-Neštěmice. Nachází se na levém břehu řeky Labe, přibližně 7 km severovýchodně od centra města, a sestává ze tří základních sídelních jednotek – Mojžíř, Veselí a Sídliště Skalka. Při sčítání lidu roku 2011 měl Mojžíř 221 domů se 4 485 obyvateli.

## Historie

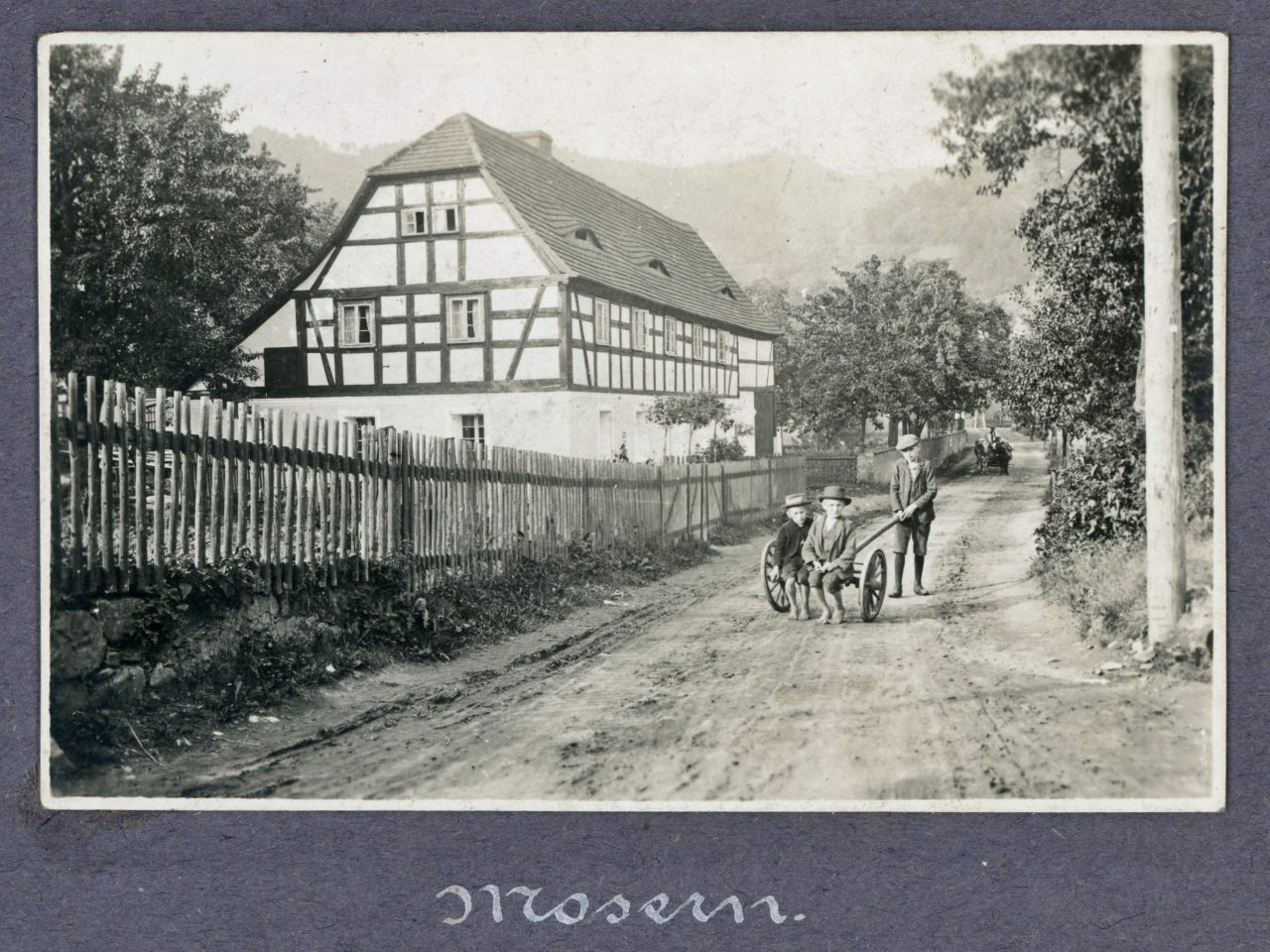
Mojžíř, před rokem 1916, fotografie: Rudolf Jenatschke

Za zmínku stojí nalezené známky osídlení staré nejméně pět tisíc let.
První písemná zmínka pochází z roku 1352. V Mojžíři se nachází jeden z nejstarších kostelů v Polabí, kostel svatého Šimona a Judy, jehož výstavba začala na sklonku 16. století v místech původního kostela ze 14. století. Do poloviny dvacátého století v obci převažovali čeští Němci.
Vesnický ráz periferní části města narušila výstavba panelového sídliště v průběhu druhé poloviny osmdesátých let 20. století spolu s dalšími novostavbami (základní škola, mateřská škola a jesle, kulturní centrum a samoobsluha).
V roce 1998 začala privatizace bytů na sídlišti. V důsledku toho pak také začalo docházet ke kumulování vlastnictví bytů v rukou lidí, kteří v lokalitě přímo nebydlí. Následně se pak o sídlišti Mojžíř začalo mluvit jako o jedné z hlavních sociálně vyloučených lokalit v rámci města. Začalo zde totiž docházet k pronajímání bytů za extrémní ceny lidem, kteří mají problém získat nájemní bydlení na běžném trhu - typicky se jedná o Romy. V roce 2018 bylo sídliště spolu s Předlicemi a dalšími částmi města vyhlášeno za tzv. bezdoplatkovou zónu, od čehož si představitelé města slibovali snížení ekonomické výhodnosti tohoto typu obchodu s chudobou. Očekávaný efekt se nicméně nedostavil a praxe vedoucí k vytváření ghetta neustala. Mojžíř tak mimo jiné k roku 2019 zůstával nadále částí Ústí nad Labem s nejvyššími cenami nájmů.

## Ochrana životního prostředí
Na území Mojžíře se nachází tři zvláště chráněná území. Prochází jím hranice chráněné krajinné oblasti České středohoří. Ta byla vyhlášena 19. března 1976 výnosem ministerstva kultury ČSR na ploše 1063 km2 k „ochraně typického pohoří, tvořeného třetihorními vyvřelinami s řadou významných ekosystémů a velkou druhovou rozmanitostí.“ Nad Veselím se nachází přírodní památka Divoká rokle. Vyhlášena byla roku 2001 na zhruba 2,4 hektarech, a předmětem její ochrany je „unikátní skalní výchoz, který je odlučnou plochou starého sesuvu s odkrytým sledem vulkanogenních hornin úlomkovitého charakteru o mocnosti až 200 m, uložených v mísovité depresi prevulkanického reliéfu“. Posledním chráněným územím, které do Mojžíře zasahuje jen částečně (větší část se nachází na území obce Povrly, respektive jejich části Neštědice), je přírodní rezervace Kozí vrch. Ta byla vyhlášena v roce 1983 na 36,86 hektarech a ochraňuje „významnou krajinnou dominantu labského údolí se všemi geologickými a geomorfologickými fenomény, mikroklimatickými jevy, rostlinnými a živočišnými společenstvy skal, sutí a přirozeného dubohabrového lesa“.
Dále zde rostou tři památné stromy. Všechny exempláře jsou lípy malolisté, či též srdčité (Tilia cordata), a stojí před kostelem, u sídliště a u autobusové zastávky na Hlavní ulici.

## Obyvatelstvo
Při sčítání lidu v roce 1921 zde žilo 496 obyvatel (z toho 246 mužů), z nichž bylo 34 Čechoslováků, 451 Němců a jedenáct cizinců. Kromě čtrnácti evangelíků a 28 lidí bez vyznání se hlásili k římskokatolické církvi. Podle sčítání lidu z roku 1930 měla vesnice 714 obyvatel: 93 Čechoslováků, 607 Němců, jednoho příslušníka jiné národnosti a třináct cizinců. Převládala římskokatolická většina, ale ve vsi žilo také třicet evangelíků a 129 lidí bez vyznání.
| Rok            | 1869 | 1880 | 1890 | 1900 | 1910 | 1921 | 1930 | 1950 | 1961 | 1970 | 1980 | 1991 | 2001 | 2011 |
| -------------- | ---- | ---- | ---- | ---- | ---- | ---- | ---- | ---- | ---- | ---- | ---- | ---- | ---- | ---- |
| Počet obyvatel | 323  | 345  | 398  | 634  | 807  | 825  | 1034 | 657  | 674  | 593  | 561  | 2266 | 4831 | 4485 |
| Počet domů     | 59   | 59   | 61   | 75   | 88   | 91   | 134  | 145  | 123  | 128  | 142  | 157  | 210  | 221  |

## Významné objekty
- koupaliště (v současné době[kdy?] nefunkční)
- zatravněné fotbalové hřiště (TJ Topol Mojžíř)
- pobočka Severočeské vědecké knihovny
- hasičská zbrojnice SDH Mojžíř

## Pamětihodnosti

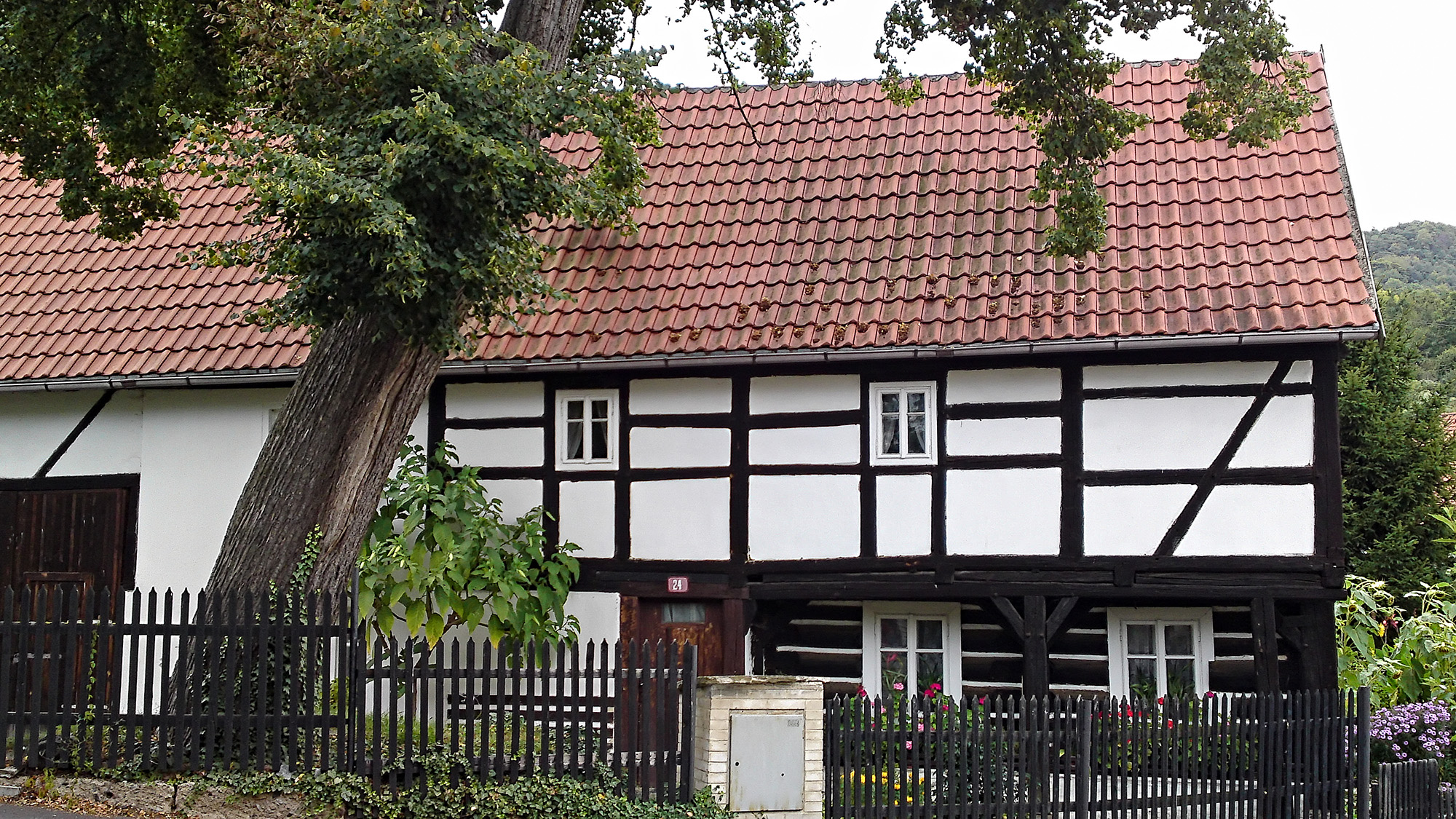
Památkově chráněný venkovský dům

Kromě přírodních památek v podobě tří zvláště chráněných území (CHKO České středohoří, PP Divoká rokle, PR Kozí vrch), blíže zmíněných v sekci Ochrana životního prostředí, se v Mojžíři nachází řada kulturně-historických památek. Řadí se mezi ně třeba:
- Kostel svatého Šimona a Judy – Kostel pocházející ze 14. století, dochovaný v barokní podobě. Ve východní věži se nachází zvon z roku 1924 od Rudolfa Pernera, původně z kostela sv. Jana Křtitele v Českém Bukově, a zvon z roku 1921 od Richarda Herolda. Další zvon z roku 1707 od Jana Baltazara Crommela je nezvěstný. Od roku 1995 je chráněn jako kulturní památka.[16]
- Socha svatého Donáta – Nachází se u kněžiště kostela a je kulturní památkou.[17]
- Venkovský dům čp. 24 – Stojí v blízkosti kostela a je chráněn jako kulturní památka.[18]
- Hrad Mojžíř – Asi půl kilometru severovýchodně se na vrchu Strážný nacházejí zbytky malého středověkého hradu.

## Doprava
Obec je spojena s ostatními městskými částmi trolejbusovou (poté zrušena, místo ní jezdí zkrácená autobusová linka MHD č. 57, poté nahrazena trolejbusovou linkou č. 70) a má vlastní železniční zastávku, jež je součástí železničního koridoru tahu na Německo.